# Motores Peugeot na Fórmula 1
A Peugeot esteve presente na Fórmula 1 de 1994 a 2000, atuando em 115 provas. Em 2001 o motor foi renomeado para Asiatech. Após os baixos resultados nas temporadas de 1998, 1999 e 2000 com a equipe Prost Grand Prix do tetracampeão mundial de Fórmula 1 Alain Prost, no final do ano 2000, a Peugeot vende sua divisão de motores de Fórmula 1 para a empresa japonesa Asiatech que forneceu o fraco motor do ano 2000 com pouca evolução para a equipe Arrows em 2001 e Minardi em 2002.

## Fornecimento de motores
| Ano  | Construtor | Motor               |
| ---- | ---------- | ------------------- |
| 1994 | McLaren    | Peugeot A6 3.5 V10  |
| 1995 | Jordan     | Peugeot A10 3.0 V10 |
| 1996 | Jordan     | Peugeot A12 3.0 V10 |
| 1997 | Jordan     | Peugeot A14 3.0 V10 |
| 1998 | Prost      | Peugeot A16 3.0 V10 |
| 1999 | Prost      | Peugeot A18 3.0 V10 |
| 2000 | Prost      | Peugeot A20 3.0 V10 |

### Campeonato de Pilotos[1]
| Ano  | Pos | Piloto        |
| ---- | --- | ------------- |
| 1994 | 4º  | Mika Hakkinen |

### Campeonato de Construtores[1]
| Ano  | Pos | Construtor |
| ---- | --- | ---------- |
| 1994 | 4º  | McLaren    |

### Poles[1]
| Ano  | Grande Prêmio | Pos | Piloto               | Construtor |
| ---- | ------------- | --- | -------------------- | ---------- |
| 1994 | Mônaco        | 2ª  | Mika Hakkinen        | McLaren    |
| 1996 | Brasil        | 2ª  | Rubens Barrichello   | Jordan     |
| 1997 | Alemanha      | 2ª  | Giancarlo Fisichella | Jordan     |

### Pódios[1]
| Ano  | Grande Prêmio | Pos | Piloto               | Construtor |
| ---- | ------------- | --- | -------------------- | ---------- |
| 1994 | San Marino    | 3º  | Mika Hakkinen        | McLaren    |
| 1994 | Mônaco        | 2º  | Martin Brundle       | McLaren    |
| 1994 | Grã-Bretanha  | 3º  | Mika Hakkinen        | McLaren    |
| 1994 | Bélgica       | 2º  | Mika Hakkinen        | McLaren    |
| 1994 | Itália        | 3º  | Mika Hakkinen        | McLaren    |
| 1994 | Portugal      | 3º  | Mika Hakkinen        | McLaren    |
| 1994 | Europa        | 3º  | Mika Hakkinen        | McLaren    |
| 1994 | Austrália     | 3º  | Martin Brundle       | McLaren    |
| 1995 | Canadá        | 2º  | Rubens Barrichello   | Jordan     |
| 1995 | Canadá        | 3º  | Eddie Irvine         | Jordan     |
| 1997 | Argentina     | 3º  | Ralf Schumacher      | Jordan     |
| 1997 | Canadá        | 3º  | Giancarlo Fisichella | Jordan     |
| 1997 | Bélgica       | 2º  | Giancarlo Fisichella | Jordan     |
| 1999 | Europa        | 2º  | Jarno Trulli         | Prost      |

### Voltas mais rápidas[1]
| Ano  | Grande Prêmio | Piloto               | Construtor |
| ---- | ------------- | -------------------- | ---------- |
| 1997 | Espanha       | Giancarlo Fisichella | Jordan     |

## Números na Fórmula 1
- Vitórias: 0[2] (0%[3])
- Pole-Positions: 0[4] (0%[5])
- Voltas Mais Rápidas: 1[6]
- Triplos (Pole, Vitória e Volta Mais Rápida) 0[7] (não considerando os pilotos, apenas o motor)
- Pontos: 128[8]
- Pódiuns: 14[9]
- Grandes Prêmios: 115[10] (Todos os Carros: 2597[11])
- Grandes Prêmios com Pontos: 40[12]
- Largadas na Primeira Fila: 3[13]
- Posição Média no Grid: 11,188[14]
- Km na Liderança: 112,427 Km[15]
- Primeira Vitória: 0 Corrida[16]
- Primeira Pole Position: 0 GP[17]
- Não Qualificações: 0[18]
- Desqualificações: 0[19]
- Porcentagem de Motores Quebrados: 48,900%[20]